# Fuži
Fuži su tradicionalna istarska tjestenina koja se priprema tako što se tijesto tanko izvalja i izreže na rezance širine 3-4 cm te se postave jedne preko drugih. Rezanci se tada prerežu dijagonalno čime se dobiju romboidni oblici. Dva kraja svakoga romba zatim se ovijaju jedan oko drugog i u sredini se pritisnu tako da izgledaju poput luka. Poslužuju se s blagim crvenim junećim umakom koji se obično sprema od luka, rajčice, bijeloga vina i bujona.